# 小謝米亞奇克火山
小謝米亞奇克火山（俄语：Малый Семячик）是俄羅斯的火山，位於堪察加半島東部，海拔高度1,560米，直徑700米的火山口在更新世晚期形成，最近一次火山噴發在公元1952年發生。

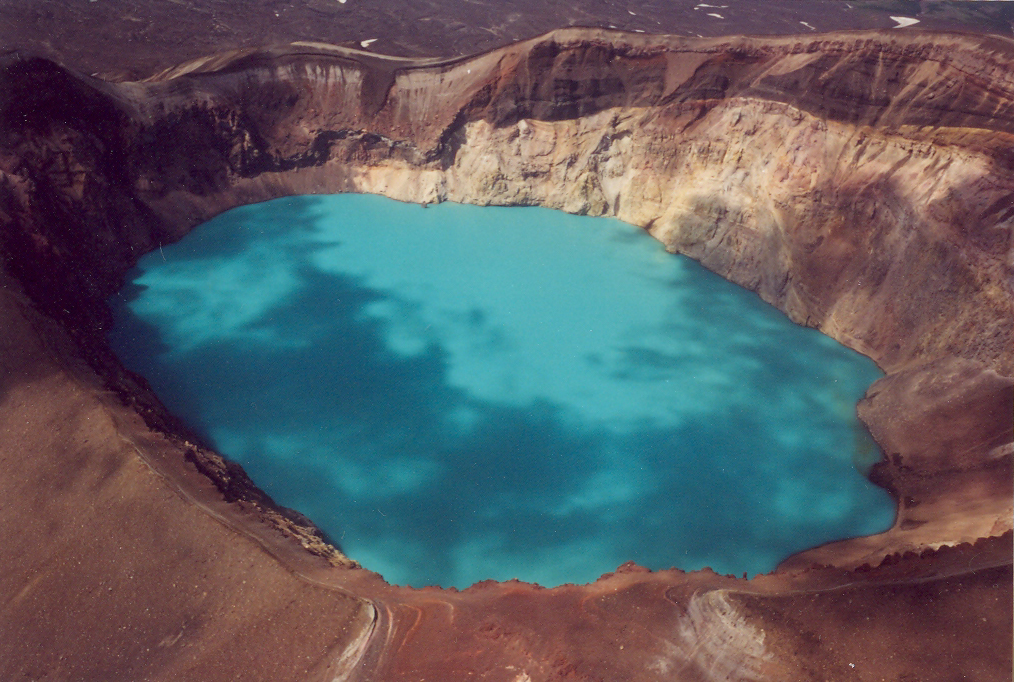
火山口湖